# 茂木哲哉
茂木 哲哉（もぎ てつや、1942年(昭和17年)12月22日 - ）は、日本の実業家。文化シヤッター株式会社社長・会長を歴任した。

## 人物
- 昭和17年12月12日生まれ。[1]
- 東京都出身。[2]
- 1967年（昭和42年）3月中央大学理工学部卒業。[2]

## 経歴
- 1967年（昭和42年） - 3月文化シヤッター入社[1]。
- 1975年（昭和50年） - 姫路工場長
- 1979年（昭和54年） - 東京工場長[1]
- 1983年（昭和58年） - 北海道文化シヤッター社長[1]
- 1991年（平成 3年） - 取締役[1]
- 1995年（平成 7年） - 常務取締役[1]
- 1999年（平成11年） - 専務取締役[1]
- 2005年（平成17年） - 社長に就任[1]。亀谷晋社長は代表権のある副会長に。
- 2016年（平成28年） - 代表権のある会長に、新社長に潮崎敏彦専務が昇格した。[2]
- 2021年（令和3年） - 代表取締役会長を退任[3]